# 饥渴游戏
《饥渴游戏》由《禁忌女孩》的导演西蒂斯里·蒙哥西里及电影《落头氏之吻》的编剧空德·扎度蓝拉密联手打造，茱蒂蒙·琼查容苏因、加亚纳马·诺帕柴、冈·斯瓦蒂·那·阿育他亚主演的原创泰国恐怖剧情片。电影通过Netflix在2023年4月8日上映。

## 剧情
Aoy 是家裡路邊小吃攤的主廚，某天她被 Tone——高級餐飲集團 Hunger 的副主廚——發掘，邀請她加入由名氣響亮但手段嚴苛的 主廚 Paul 所領導的高級餐飲界。Aoy 對於自己高中畢業後的生活感到迷惘，因此決定抓住這個機會，參加試鏡。
試鏡時，Paul 要求應徵者炒出一道炒飯，結果 Aoy 因為展現出獨特的料理手法贏過廚藝學校畢業生，順利進入 Hunger 團隊。
在為一位退役將軍準備私人生日宴時，Paul 指派 Aoy 負責精準地切割並煎煮 和牛，但她屢次失敗，在氣餒之下選擇放棄，後來又回來執著地練習了一整夜，終於獲得 Paul 的認可。宴會上，Aoy 需要當著賓客的面煎牛肉，而其中一位賓客 Tos 是 Paul 的商業競爭對手。
隨著 Aoy 在 Hunger 廚房的工作越來越深入，她不只面對技術上的極限，還開始學習更多高級料理技術，這時 Tone 成為了她的重要支柱。
有一天，團隊裡專門負責湯品的 Tue 因偷竊食材而被解雇，讓資深副主廚 Dang 被迫補位，為某個三口之家客戶準備餐點。然而，當 Paul 試喝湯品時，他馬上倒掉重做，因為他在原湯裡嚐到了 蝦味，但這道湯是要給一位 對甲殼類過敏的小女孩 喝的。Paul 立刻察覺這是一場蓄意破壞，而 Dang 因為不滿自己被年輕廚師取代，便故意動手腳。盛怒之下，Dang 拿刀刺傷 Paul，隨即憤怒離去。
Aoy 之後前往醫院探望 Paul，這時 Paul 終於敞開心房，談及自己為何成為廚師——他母親曾是有錢人家的女傭，某天他不小心打破了一罐魚子醬，害母親被迫賠償。這件事讓他深刻體會到 有錢人對食物的態度——不是溫飽，而是身份象徵，於是他立誓要成為名氣響亮的廚師，讓那些富人願意低聲下氣，只為了嚐到他煮的料理。
這時，Aoy 也遭遇了人生的低潮——父親的健康亮起紅燈，而她也發現 Hunger 之前的某位客戶 是一位債務纏身的建築商，結果這位客戶在享用完餐點後，選擇殺害妻女並自盡。這些事件讓她開始對高級餐飲的世界感到厭惡。
最後的導火線是 Hunger 被政府官員聘請，要求料理非法獵捕的雙角犀鳥（國寶級保育動物）。這讓 Aoy 和 Tone 都決定退出 Hunger。
Aoy 加入了 Tos 創立的新餐廳 Flame 擔任主廚，並且聲名大噪，而 Tone 則回到自己的小餐廳奮鬥。某天，一位名人同時聘請 Aoy 和 Paul 為她的生日宴會烹飪，結果這場宴會變成了兩人之間的 暗中較勁，他們試圖用料理贏得賓客的讚美。最終，Paul 以 熱湯 贏得勝利，他告訴 Aoy：「我贏的不是味道，而是我的名聲讓賓客更渴望我煮的東西。」
然而，一段 Paul 煮犀鳥的影片被 Tone 洩露，導致 Paul 被捕入獄。這時 Tos 承認，他和 Tone 其實從頭到尾都在利用 Aoy，這場宴會不過是他們計畫打倒 Paul 並捧紅 Aoy 的一部分。而更讓 Aoy 傷心的是，她其實並不是這場宴會的第一選擇——原本客戶只想要 Paul，是 Tos 硬塞她進去的。
對整個高級餐飲業感到幻滅的 Aoy 毅然決然離開 Flame，回到家人身邊，繼續經營自己的街邊小吃攤，回歸初心。

## 演员阵容
- 茱蒂蒙·琼查容苏因（Aokbab）饰演 Aoy，继承父母的衣钵，经营着自家面馆，后受邀到高级饭店工作。
- 加亚纳马·诺帕柴（Peter）饰演 Paul，高级饭店得大厨，有着不为人知的一面。
- 冈·斯瓦蒂·那·阿育他亚（Gunn）饰演 Tone
- 卜密巴特·塔沃斯理（Aim）

## 制作
此剧由Netflix与Song Sound Production联合制作，2022年10月11日在暹罗广场中心举行的“Tee Thai Tee Mun”新闻发布会上发布先导预告片并公布主要演员阵容。